# Morton (gemeente)
Morton is een gemeente in het Franse departement Vienne (regio Nouvelle-Aquitaine) en telt 298 inwoners (2004). De plaats maakt deel uit van het arrondissement Châtellerault.

## Geografie
De oppervlakte van Morton bedraagt 8,1 km², de bevolkingsdichtheid is 36,8 inwoners per km².
De onderstaande kaart toont de ligging van Morton (gemeente) met de belangrijkste infrastructuur en aangrenzende gemeenten.

## Demografie
Onderstaande figuur toont het verloop van het inwonertal (bron: INSEE-tellingen).

1. ↑  Populations de référence 2022.